# Yohimbe
Yohimbe, stimulerande te gjort på avkok av barken från det västafrikanska trädet Pausinystalia johimbe K.Schum. Denna bark innehåller flera alkaloider varav den viktigaste är yohimbin. Ruset karakteriseras av inledande illamående under ungefär trettio minuter, följt av ett euforiskt tillstånd som liknats vid ett svagt rus. Yohimbe används i folkmedicinen som afrodisiakum för att öka både mannens och kvinnans sexuella njutning.